# Pasaje Ross

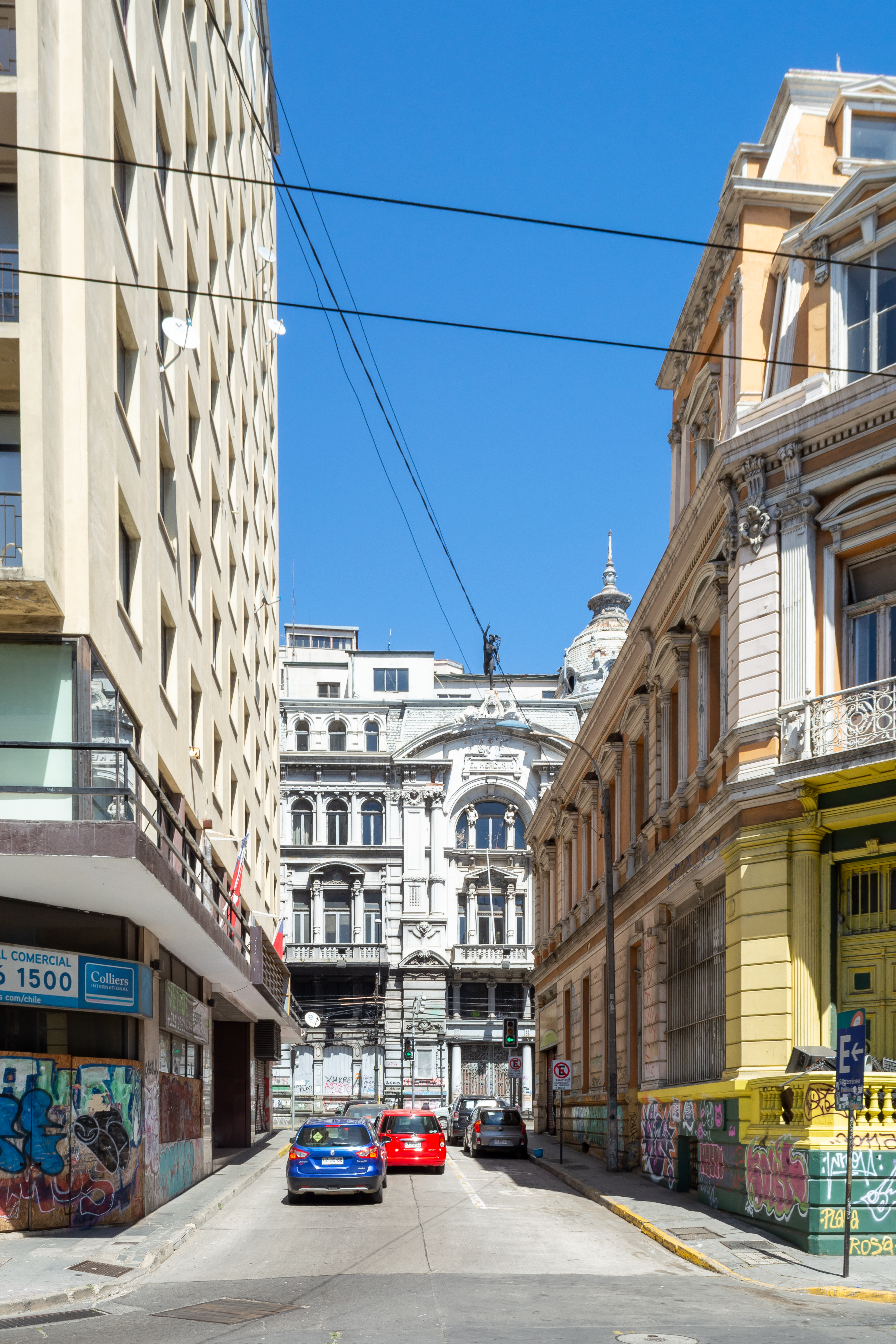
Vista del edificio del El Mercurio de Valparaíso desde el Pasaje Ross.

El Pasaje Ross es una pequeña calle ubicada en el plan de la ciudad de Valparaíso, Chile. A su alrededor se edificaron inmuebles homogéneos de mediana altura, que hicieron que fuera declarado Monumento Nacional de Chile, en la categoría de Zona Típica, mediante el Decreto Exento n.º 316, del 19 de julio de 1994.

## Historia
Durante la colonia el borde costero de Valparaíso estuvo dedicado a actividades portuarias menores, pero, a partir del siglo xix el sector se transformó en un barrio comercial gracias a la intensa vida económica de la ciudad, y a la realización de obras de ingeniería que permitieron ganar terreno al mar, como la destrucción del Peñón del Cabo en 1832.
Con los años en el sector se construyeron una serie de inmuebles de edificación continua de mediana altura en donde predomina el estilo neoclásico para las fachadas, como el edificio Luis Guevara en 1883, el Hotel Royal en 1897 y el edificio de El Mercurio de Valparaíso en 1901.